# US Open 2020
L'Obert dels Estats Units 2020, conegut oficialment com a US Open 2020, és una competició de tennis masculina i femenina disputada sobre pista dura que pertany a la categoria de Grand Slam. La 140a edició del torneig es va celebrar del 31 d'agost al 13 de setembre de 2020 al complex USTA Billie Jean King National Tennis Center de Flushing Meadows, Nova York, Estats Units.

## Destacats
- El tennista austríac Dominic Thiem va guanyar el primer títol de Grand Slam del seu palmarès després de tres finals perdudes. En la final va superar l'alemany Alexander Zverev, que disputava la seva primera final de Grand Slam. Fou la primera final del US Open decidida en un tie-break i també la primera de l'Era Open en la qual es remuntaven dos sets en contra.[1]
- La tennista japonesa Naomi Osaka va guanyar el tercer títol de Grand Slam del seu palmarès en tres finals disputades. Fins aquest moment, Osaka havia acumulat sis títols individuals, la meitat Grand Slams. En la final va derrotar la belarussa Viktória Azàrenka, que disputava la primera final de Grand Slam individual des de 2013, a la vegada que disputava la tercera final d'aquest torneig sense èxit final.[2]
- La parella masculina formada pel croat Mate Pavić i brasiler Bruno Soares van guanyar el seu primer títol de Grand Slam conjuntament. Per Pavić era el segon títol de Grand Slam mentre que per Soares era el tercer, segon US Open.[3]
- La parella femenina formada per l'alemanya Laura Siegemund i la russa Vera Zvonariova van guanyar el títol en el primer torneig que disputaven juntes. Per Siegemund pel primer títol de Grand Slam en dobles femenins tot i que ja l'havia en dobles mixts, per part de Zvonariova era el tercer Grand Slam en dobles femenins, segon al US Open però aconseguit l'any 2006.[4]

## Efectes COVID-19
L'esdeveniment es va veure afectat per la pandèmia per coronavirus de forma que es va celebrar sense públic per primera vegada en la seva història. Els jugadors/es podien participar al torneig sense passar un temps de quarantena tot i que s'havien de realitzar proves de detecció de la COVID-19, abans, durant i després de la celebració del torneig. Si algun participant donava positiu en les proves, automàticament s'havia de retirar del torneig.
L'organització del torneig va decidir disputar únicament els quadres individuals i dobles masculins i femenins, i prescindir de les proves de dobles mixts, de les fases prèvies de classificació, proves júniors i proves de cadires de rodes. Els quadres individuals van mantenir el format de 128 participants mentre que els de dobles es van reduir a la meitat, 32 parelles enlloc de 64.

## Campions/es

### Sèniors
| Categoria          | Campions/es                     | Finalistes                   | Resultat                   |
| ------------------ | ------------------------------- | ---------------------------- | -------------------------- |
| Individual masculí | Dominic Thiem                   | Alexander Zverev             | 2−6, 4−6, 6−4, 6−3, 7−6(6) |
| Individual femení  | Naomi Osaka                     | Viktória Azàrenka            | 1−6, 6−3, 6−3              |
| Dobles masculins   | Mate Pavić Bruno Soares         | Wesley Koolhof Nikola Mektić | 7−5, 6−3                   |
| Dobles femenins    | Laura Siegemund Vera Zvonariova | Nicole Melichar Xu Yifan     | 6−4, 6−4                   |

## Distribució de punts i premis

### Distribució de punts
| Esdeveniment       | G    | F    | SF  | QF  | Ronda de 16 | Ronda de 32 | Ronda de 64 | Ronda de 128 |
| Individual masculí | 2000 | 1200 | 720 | 360 | 180         | 90          | 45          | 10           |
| Dobles masculins   | 1000 | 600  | 360 | 180 | 90          | 0           | –           | –            |
| Individual femení  | 2000 | 1300 | 780 | 430 | 240         | 130         | 70          | 10           |
| Dobles femenins    | 1000 | 650  | 390 | 215 | 120         | 10          | –           | –            |

### Distribució de premis
| Esdeveniment | G         | F         | SF      | QF      | Ronda de 16 | Ronda de 32 | Ronda de 64 | Ronda de 128 |
| Individuals  | 3.000.000 | 1.500.000 | 800.000 | 425.000 | 250.000     | 163.000     | 100.000     | 61.000       |
| Dobles       | 400.000   | 240.000   | 130.000 | 91.000  | 50.000      | 30.000      | –           | –            |

- Els premis són en dòlars estatunidencs.
- Els premis de dobles són per equip.